# Bulbophyllum odoratissimum
Bulbophyllum odoratissimum är en orkidéart som först beskrevs av James Edward Smith, och fick sitt nu gällande namn av John Lindley och Nathaniel Wallich. Bulbophyllum odoratissimum ingår i släktet Bulbophyllum och familjen orkidéer.

## Underarter
Arten delas in i följande underarter:
- B. o. odoratissimum
- B. o. racemosum